# Alexandre de Sève
Alexandre de Sève, seigneur de Chatignonville et de Châtillon-le-Roy, est un magistrat et administrateur français, né vers 1605, mort à Saint-Germain-en-Laye le 22 février 1673. Il a été enterré dans l'église de Saint-Germain-l'Auxerrois.
Il est le fils de Guillaume de Sève, seigneur de Saint-Julien, maître des requêtes au Parlement de Paris, trésorier de l'Épargne, et de Catherine Catin dont il eut Claude, Antoine, Alexandre et Jean. Antoine fut abbé de Notre-Dame des Îles en Barrois. La famille de Sève est originaire de Chasselais, dans le Rhône, et dont une branche, après s'être installée à Lyon au XVe siècle, est venue à Paris.

## Biographie
Il est maître des requêtes ordinaire de l'Hôtel du roi le 1er septembre 1623, secrétaire du Cabinet du roi (1626-1628), conseiller au Grand Conseil, colonel de la garde bourgeoise du quartier de Saint-Germain-des-Prés le 3 août 1635, intendant du Dauphiné dès le 24 octobre 1639, conseiller d'État le 4 juin 1643, conseiller d'honneur au parlement en 1653.
Le 16 août 1654, il est élu prévôt des marchands de Paris pour l'année 1655-1656, puis réélu ensuite à trois reprises pour 1657-1658, 1659-1660 et 1661-1662. Dans ses fonctions, il fait réparer le pont de la Tournelle en 1656 et reçoit la reine Christine de Suède en septembre 1656. Il est représenté sur un tableau de Philippe de Champaigne se trouvant au Musée du Louvre.
Il est conseiller au Conseil royal des finances le 15 septembre 1656.

## Descendance
Il s'est marié le 10 janvier 1637 avec Marie-Marguerite Guillemette de Rochechouart (branche de Chandeniers en Loudunais-Jars et Bréviande en Berry ; décédée en octobre 1661), dame de Châtillon-le-Roy, fille unique de Guy II de Rochechouart, seigneur de Châtillon-le-Roi, et de Louise d'Estampes, dont il eut Guillaume, Guy, Jean, Claude-Marguerite, de la branche des Sève de Rochechouart. 
- Guillaume de Sève (1638-13 avril 1693)[3], seigneur de Châtillon-le-Roy, Izy et Grigneville, conseiller au Châtelet puis au Grand Conseil, maître des requêtes de l'Hôtel du roi en 1665, il a été intendant de Haute-Guyenne (1669-1672), intendant de Guyenne, commissaire départi pour l'exécution des ordres du roi dans la généralité de Bordeaux et pays de Béarn (1673-1678), premier président au parlement de Metz le 11 juillet 1681, enfin intendant à Metz où il meurt en charge. Il s'est marié avec Anne Leclerc de Lesseville (décédée le 10 avril 1693), dont il a eu :
  - Nicolas-Claude de Sève, docteur de Sorbonne, chanoine de l'église cathédrale d'Arras, mort en 1709[4] ;
  - Guillaume de Sève, capitaine de carabiniers ;
  - Guy de Sève d'Izy, docteur de la maison et société de Sorbonne, il ne put succéder à son oncle comme évêque d'Arras ;
  - Alexandre de Sève de Châtillon, né en 1665, conseiller au parlement de Metz le 31 janvier 1688, et remplacé en 1697 ;
  - Marie-Anne de Sève, épouse Pierre Alleman (décédé le 7 janvier 1713), comte de Montmarin ;
    - Marguerite-Guillemette Alleman de Montmarin qui a épousé Claude Guillaume Testu de Balincourt.
- Guy de Sève de Rochechouart, a été évêque d'Arras (1640-27 décembre 1724) ;
- Jean de Sève, seigneur de Chatignonville, capitaine au régiment des Gardes-Françaises, marié à Marie de Bernage, dont il eut :
  - Marie-Madeleine de Sève, s'est mariée en 1700 à François Briçonnet, marquis d'Oysonville ;
- Claude-Marguerite de Sève (décédée le 26 mars 1680) s'est mariée le 4 août 1676 à Henri Testu (décédé le 2 septembre 1710), seigneur de Balincourt et seigneur de Margicourt et seigneur de Menouville et seigneur d'Arronville et seigneur d'Héréville et seigneur de Launay et baron de Bouloire, dont elle a un fils :
  - Claude Guillaume Testu de Balincourt (18 mars 1680-12 mai 1770), premier maréchal de France[5], président du tribunal des maréchaux de France. Marié le 2 janvier 1715 avec Marguerite-Guillemette Alleman de Montmarin, fille de Pierre Alleman, comte de Montmarin, et de Marie-Anne de Sève. Sans postérité.

Remarque : Plusieurs membres de la branche lyonnaise de la famille ont été présidents du Parlement de Dombes et prévôts des marchands de Lyon.